# Che !
 (octobre 2018).
Pour les articles homonymes, voir Che (homonymie).

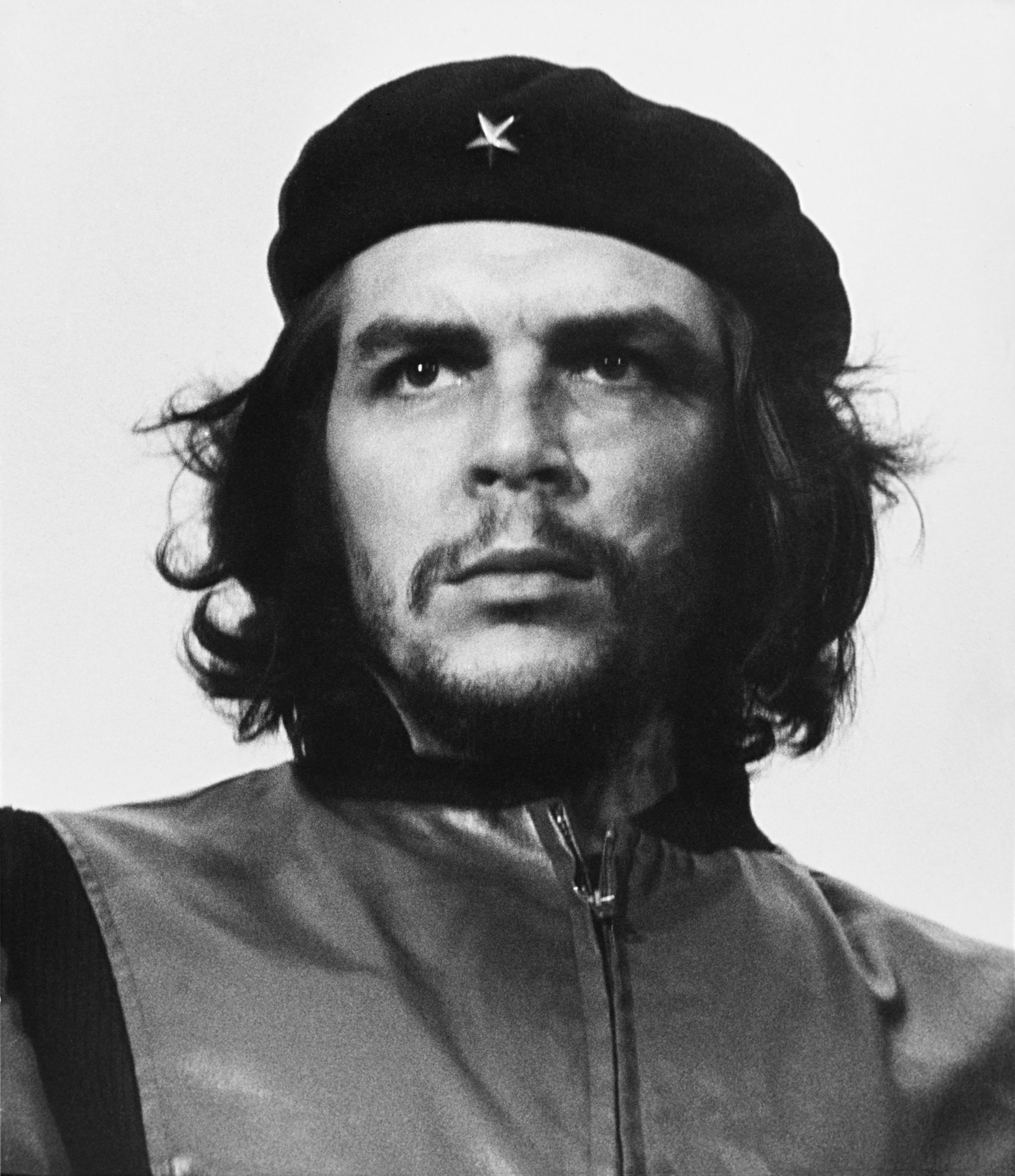
Che Guevara photographié par Alberto Korda en 1960.

Che ! est un film américain réalisé par Richard Fleischer sorti en 1969, avec Omar Sharif dans le rôle de Che Guevara.

## Synopsis
Biographie du révolutionnaire argentin Ernesto « Che » Guevara. Le Che rejoint Fidel Castro dans sa lutte contre le régime corrompu du dictateur Fulgencio Batista. Ils parviennent à renverser le gouvernement et à la prise de Cuba par Castro.
Le film porte sur la vie de Guevara et la première fois qu'il vient à Cuba en 1956 jusqu'à sa mort dans une embuscade tendue par les troupes gouvernementales avec l'appui du gouvernement des États-Unis d'Amérique (USA) dans les montagnes de la Bolivie en 1967.

## Fiche technique
- Titre : Che!
- Réalisation : Richard Fleischer
- Scénario : Sy Bartlett, Michael Wilson, d'après une histoire de David Karp
- Chef-opérateur : Charles F. Wheeler
- Musique : Lalo Schifrin
- Décors : Stuart A. Reiss, Walter M. Scott
- Durée : 96 minutes
- Production : 20th Century Fox
- Date de sortie :
  - États-Unis : 29 mai 1969
- Affiches : Raymond Elseviers (Belgique), Boris Grinsson (France), Giuliano Nistri (Italie)

## Distribution
- Omar Sharif  (VF : Jacques Thebault) : Le Che
- Jack Palance  (VF : Georges Aminel) : Fidel Castro
- Cesare Danova  (VF : Jean-Claude Michel) : Ramon Valdez
- Robert Loggia  (VF : Jean-Louis Jemma) : Faustino Morales
- Woody Strode : Guillormo
- Barbara Luna : Anita Marquez
- Frank Silvera : Goatherd
- Linda Marsh : Tania
- Perry Lopez : Rolando
- Abraham Sofaer  (VF : Fred Pasquali) : Pablo Rojas
- Paul Picerni : Hector
- Rodolfo Acosta
- Albert Paulsen  (VF : Andre Valmy) : capitaine Vasquez
- Richard Angarola  (VF : Jacques Deschamps) : colonel Salazar
- Sid Haig (VF : Marc de Georgi)  : Antonio

## Production
Le film a été entièrement tourné à la Jamaïque, et le scénario a été « mutilé par les producteurs ».

## Accueil et critiques
Le film fut très mal reçu par la critique. Le film a été classé parmi les "50 plus mauvais films de tous les temps" par les frères Harry et Michael Medved, critiques de cinéma.
Omar Sharif a lui-même admis qu'il n'avait pas pris la peine de faire des efforts parce qu'il considérait que sa ressemblance physique suffisait. Les Medved répètent d'ailleurs trois fois dans leur livre The Fifty Worst Movies Of All Time[réf. nécessaire] que sa meilleure performance est lorsqu'il joue Guevara mort.